# 舒馬尼
51°39′24″N 30°51′39″E / 51.65667°N 30.86083°E
舒馬尼（烏克蘭語：Шумани），是烏克蘭北部的村莊，隸屬切爾尼希夫州的切爾尼希夫區。該村始建於1854年，面積0.84平方公里，海拔高度150米，2001年人口81，人口密度每平方公里96.4人。